# Anton Möller

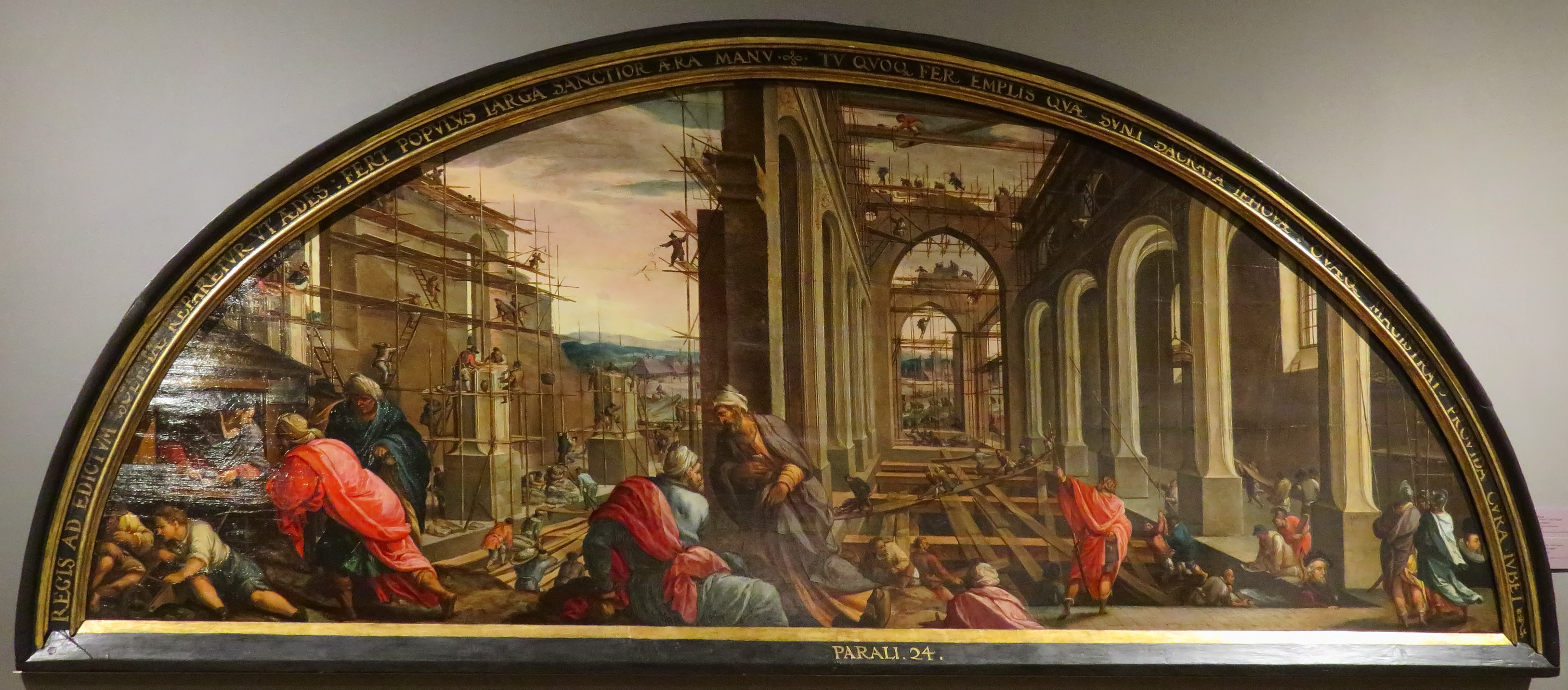
Budowa świątyni, 1602, dawniej Ratusz Głównego Miasta w Gdańsku, obecnie Muzeum Narodowe w Gdańsku

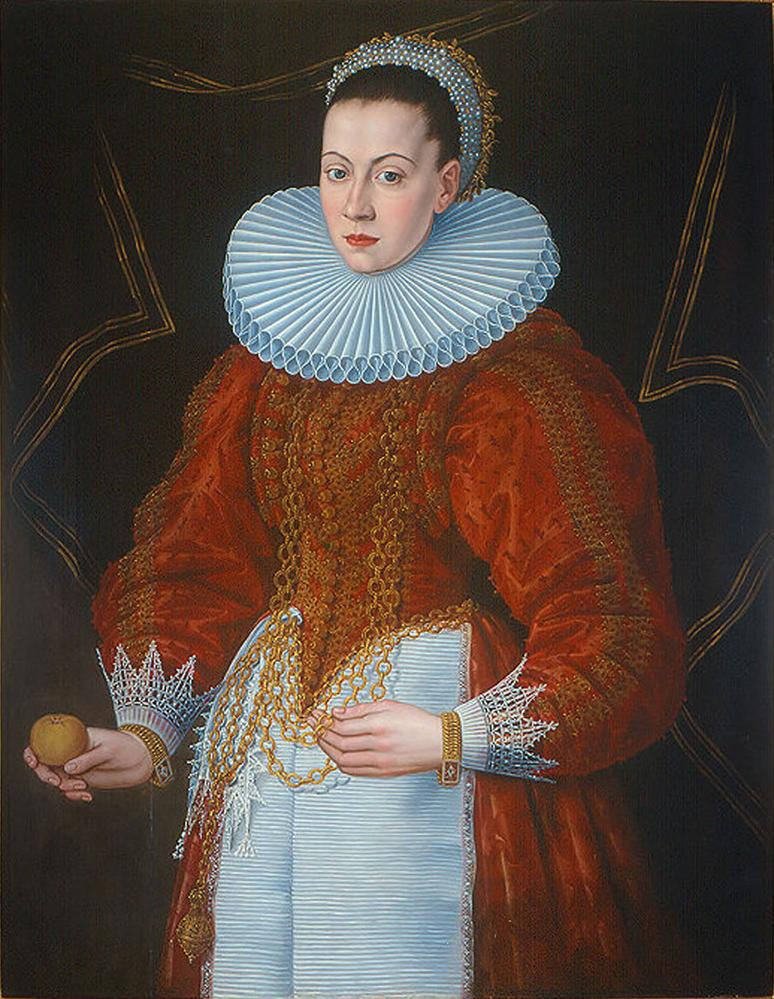
Portret gdańskiej patrycjuszki, 1598, Muzeum Narodowe w Gdańsku

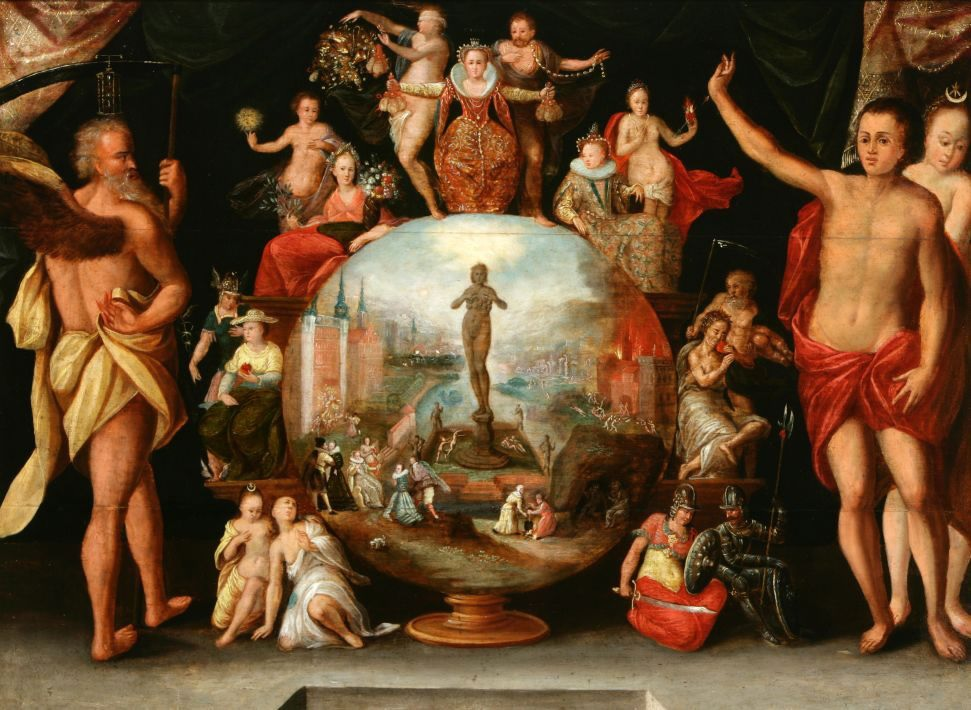
Model świata i społeczeństwa gdańskiego, ok. 1600, Muzeum Narodowe w Poznaniu

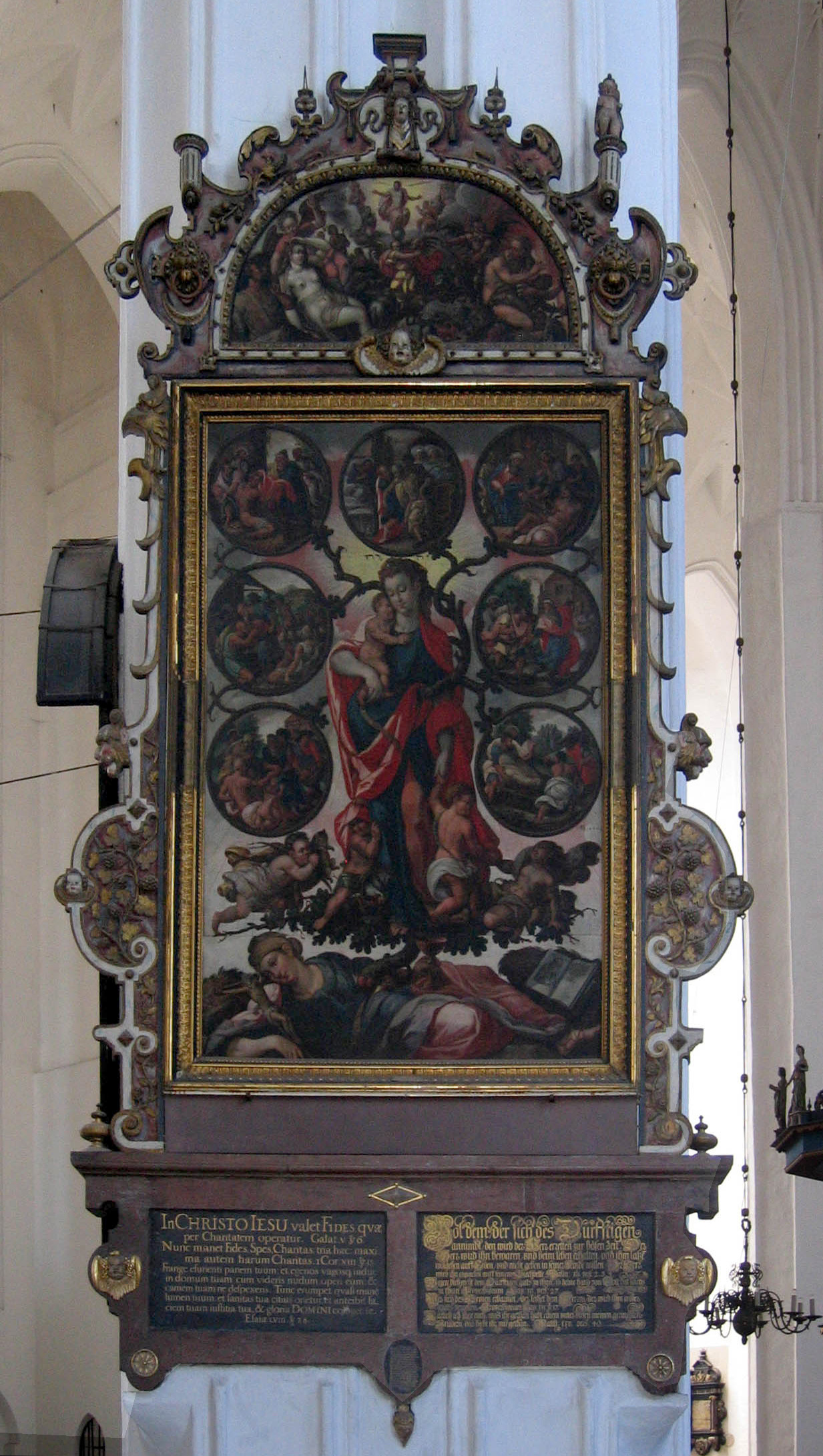
Tablica jałmużnicza, 1607 w bazylice Mariackiej w Gdańsku

Anton Möller (ur. ok. 1563 w Królewcu, zm. w styczniu 1611 w Gdańsku) – malarz gdański, autor obrazów alegorycznych, kompozycji o tematyce biblijnej i portretów.

## Życiorys
Syn nadwornego medyka i cyrulika księcia Albrechta. Twórczość artystyczną rozpoczął od kopiowania drzeworytów Albrechta Dürera, później dopracował się własnego stylu. Od 1578 pobierał nauki w Pradze na dworze Rudolfa II. Przypuszcza się, iż odwiedził też Włochy. Od 1587 przebywał w Gdańsku. Już w następnym roku stworzył 5 niewielkich obrazów dla Ławy Sądowej Dworu Artusa (zachował się tylko jeden z nich, Alegoria sprawiedliwości). W latach 1601–1602 powstały 4 obrazy dla Komory Palowej Ratusza Głównego Miasta (zachowały się 2: Grosz czynszowy i Budowa świątyni), a w 1603 stworzył swoje największe dzieło: Sąd Ostateczny w Dworze Artusa. W Toruniu przyozdobił sufit Ratusza Staromiejskiego cyklem 12 obrazów (zniszczone w 1703). Dla kościoła Mariackiego w Gdańsku namalował Tablicę jałmużniczą (1607), a dla kościoła św. Katarzyny obrazy do ołtarza głównego: Ostatnią Wieczerzę, Ukrzyżowanie i Sąd Ostateczny. Ponadto jest autorem rysunków do serii drzeworytów przedstawiających gdańskie stroje kobiece. Dla indywidualnych zleceniodawców tworzył znakomite portrety, np. Portret gdańskiej patrycjuszki z 1598.

## Wybrane dzieła
- Sąd Ostateczny i Uczynki miłosierne w ołtarzu nieistniejącego polskiego kościoła na Steindamm w Królewcu (1585-1587)
- Alegoria Sprawiedliwości (1588), Gdańsk
- Portret Maurycego Ferbera (1590), Muzeum Narodowe w Gdańsku
- Portet gdańskiej patrycjuszki (1598), Muzeum Narodowe w Gdańsku
- Model świata i społeczeństwa gdańskiego (tryptyk), Alegoria Bogactwa i Alegoria Pychy (1600), Muzeum Narodowe w Poznaniu
- Grosz czynszowy (1601), Muzeum Gdańska
- Budowa świątyni (1602), Muzeum Narodowe w Gdańsku
- Sąd Ostateczny (1603), niezachowany (od 2000 w Dworze Artusa prezentowane jest, wykonane przez Krzysztofa Izdebskiego tzw. simulacrum dzieła, odtwarzające jego wygląd w skali 1:1 na podstawie archiwalnych fotografii i technik komputerowych)
- Tablica jałmużnicza (1607), bazylika Mariacka w Gdańsku
- Ukrzyżowanie (1610), kościół św. Katarzyny w Gdańsku
- Alegoria pięciu zmysłów, Muzeum Narodowe w Gdańsku